# Qualificazioni al campionato mondiale di calcio 2014 - CONCACAF - Terza fase, gruppo C

## Classifica
| Squadra  | Pt | G | V | N | P | GF | GS | DR |
| -------- | -- | - | - | - | - | -- | -- | -- |
| Panama   | 11 | 6 | 3 | 2 | 1 | 6  | 2  | +4 |
| Honduras | 11 | 6 | 3 | 2 | 1 | 12 | 3  | +9 |
| Canada   | 10 | 6 | 3 | 1 | 2 | 6  | 10 | +3 |
| Cuba     | 1  | 6 | 0 | 1 | 5 | 1  | 10 | -9 |

## Risultati
| Arbitro: | Courtney Campbell |

|  |           |            |
|  | Marcatori | 55’ Occéan |

| Arbitro: | Roberto García |

|  |           |                |
|  | Marcatori | 64’, 80’ Pérez |

| Toronto 12 giugno 2012, ore 19:30 UTC-4 | Canada            | 0 – 0 referto | Honduras | BMO Field (16.132 spett.)\| Arbitro: \| Enrico Wijngaarde \| |
| Arbitro:                                | Enrico Wijngaarde |               |          |                                                              |

| Arbitro: | Mark Geiger |

|              |           |  |
| Barahona 58’ | Marcatori |  |

| Arbitro: | Walter Quesada |

|  |           |                                         |
|  | Marcatori | 31’ Bengtson 63’ Bernárdez 90+2’ Chávez |

| Arbitro: | Jeffrey Solis |

|                |           |  |
| De Rosario 77’ | Marcatori |  |

| Arbitro: | Elmer Bonilla |

|                         |           |  |
| Blackburn 38’ Pérez 56’ | Marcatori |  |

| Arbitro: | Walter López Castellanos |

|              |           |  |
| Bengtson 32’ | Marcatori |  |

| Arbitro: | Javier Santos |

|                                    |           |  |
| Ricketts 14’ Johnson 73’ Edgar 79’ | Marcatori |  |

| Panama 12 ottobre 2012, ore 21:05 UTC-5 | Panama       | 0 – 0 referto | Honduras | Estadio Rommel Fernández\| Arbitro: \| Joel Aguilar \| |
| Arbitro:                                | Joel Aguilar |               |          |                                                        |

| Arbitro: | Stanley Lancaster |

|           |           |              |
| Gómez 38’ | Marcatori | 76’ Barahona |

| Arbitro: | Mauricio Morales |

|                                                              |           |          |
| Bengtson 7’, 16’, 82’ Costly 28’, 48’, 88’ Martínez 32’, 59’ | Marcatori | 76’ Hume |